# テレフィット
株式会社テレフィットは、主にテレビ番組で行われる装飾・小道具の製作会社。

## 会社概要

### 取引・仕入先会社

#### 放送局
- 日本放送協会
- 日本テレビ放送網株式会社
- 株式会社テレビ朝日
- 株式会社TBSテレビ
- 株式会社テレビ東京
- 株式会社フジテレビジョン

#### テレビ美術会社
- 株式会社NHKアート
- 株式会社日本テレビアート
- 株式会社テレビ朝日クリエイト
- 株式会社TBSアクト（旧 株式会社アックス）
- 株式会社テレビ東京アート
- 株式会社フジアール

## 主な実績

### テレビ番組
（凡例）Nh:NHKアート、Nt:日テレアート、Ta:テレビ朝日クリエイト、Tc:TBSアクト（旧 アックス）、At:テレビ東京アート、F:フジアール

## 関連事項
- 高津商会